# Parroquia Urbana El Socorro
La Parroquia Urbana El Socorro es una de las 9 parroquias que conforman el Municipio Valencia, capital del Estado Carabobo. Junto a la Parroquia Urbana Catedral, conforma el Centro Histórico de Valencia. Es la segunda parroquia más pequeña del estado.

## Geografía
Ubicada en el centro-norte del Municipio Autónomo Valencia, esta zona limita al norte y oeste con la Parroquia Urbana San José, siguiendo la calle Navas Spinola 109 y la Avenida Fernando Figueredo hasta alcanzar la fila La Guacamaya. Al sur, colinda con la Parroquia Urbana Candelaria, desde la falda de la fila de La Guacamaya hasta la Calle Comercio, llegando al cruce con el Boulevard Constitución —antes Avenida Constitución—. Al este, su límite es la Parroquia Urbana Catedral, siguiendo la Avenida Bolívar Centro y el Boulevard Constitución, para luego extenderse al norte hasta la calle Navas Spinola 109.
Esta área conforma la parte oeste del Centro de Valencia y se caracteriza por su arquitectura colonial, con numerosas casas de época. Además, debido a su cercanía con la montaña, presenta un paisaje de colinas que descienden desde la fila de La Guacamaya.

## Población
Siendo una de la parroquias de Valencia con menos habitantes (8406) se destaca por su alta actividad comercial y por su importancia histórica y geográfica para la ciudad.

## Sitios de Interés
- Gobernación del Estado Carabobo.
- Prefectura Comunitaria de las Parroquias San Blas, Catedral y El Socorro (FUNDAVANZA).
- La Sede de la Dirección de Desarrollo Comunal del Estado Carabobo (FUNDAVANZA).
- Plaza Sucre.
- Iglesia San Antonio.
- Museo Universitario (Antigua Facultad de Ciencias Jurídicas y Políticas de la Universidad de Carabobo).
- El Teatro Municipal de Valencia.
- Escuela de Artes Plásticas «Arturo Michelena».
- Biblioteca Central Manuel Feo La Cruz.
- Museo Histórico «Casa de La Estrella».
- Parque Dr. Carlos Sanda.
- Aquarium de Valencia.
- Palacio de Justicia del Estado Carabobo.

## Transporte

### Calles y Avenidas
Norte-Sur:
- Avenida Andrés Bello
- Avenida Anzoátegui
- Avenida Bolívar-Centro con el Boulevard Constitución (Antigua Avenida Constitución)
- Avenida Briceño Méndez
- Avenida Carabobo
- Avenida Díaz Moreno
- Avenida Fernando Figueredo
- Avenida Montes de Oca
- Avenida Soublette

Este-Oeste:
- Avenida Cedeño
- Calle Arismendi
- Calle Colombia
- Calle Comercio
- Calle Independencia
- Calle Libertad
- Calle Navas Spinola
- Calle Páez
- Calle Rondón
- Calle Vargas

### Estación delMetro de Valencia
- Estación Cedeño

## Etimología
El Nombre de la Parroquia Urbana proviene de Nuestra Señora de El Socorro, Patrona de Valencia.
- Datos: Q3050245